# Aphanostoma chromocephalum
Aphanostoma chromocephalum is een soort uit de familie Isodiametridae, die behoort tot de onderstam Acoelomorpha. Een kenmerkende eigenschap van de worm is dat hij tweeslachtig is, maar geen gonaden heeft. In plaats daarvan plant hij zich voort door middel van gameten, die hij produceert uit mesenchym. Verder heeft de worm geen darmen. 
De worm leeft in zee, tussen sedimentair gesteente. Aphanostoma chromocephalum werd in 1933 voor het eerst wetenschappelijk beschreven door Steinböck. 